# Thomas Sopwith

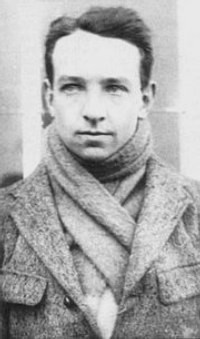
Thomas Sopwith (1910)

Sir Thomas Octave Murdoch Sopwith CBE (* 18. Januar 1888 in Kensington; † 27. Januar 1989 in Hampshire) war ein Flugpionier, Unternehmer und Segelsportler.

## Leben
„Tommy“ Sopwith war das achte Kind und einziger Sohn eines Bauingenieurs. Er ging in Hove und in Lee-on-Solent zur Schule. Seine Liebe zum Fliegen entstand, als er Augenzeuge der ersten Kanalüberquerung mit einem Flugpassagier wurde, die John Moisant gelang. Er ging nach Brooklands und flog erstmals mit Gustav Blondeau. Danach brachte er sich selbst das Fliegen bei. Das erste Mal flog er am 31. Oktober 1910, stürzte dabei ab, blieb aber unverletzt. Sopwith erlangte schließlich am 22. November 1910 die Flugführerlizenz Nr. 31 des Royal Aero Club.
Bereits am 18. Dezember 1910 gelang ihm in einem Wettbewerb der längste Flug von Großbritannien auf das Festland in einem britischen Flugzeug. Er flog in 3 Stunden und 40 Minuten eine Strecke von etwa 270 Kilometern bis nach Beaumont in Belgien, was ihm 4000 Pfund Preisgeld einbrachte. Dieses investierte er in die Einrichtung einer eigenen Flugschule, der Sopwith School of Flying in Brooklands.
Sopwith traf im Juni 1912 mit Fred Sigrist zusammen und gründete mit einigen Anderen die Sopwith Aviation Company. Im Sommer 1913 erwarb Sopwith für das Werksgelände eine stillgelegte Eisbahn in Kingston upon Thames, auf der er die Sopwith Sopwith Aviation & Engeneering errichtete und warb Harry Hawker als Testflieger an. Aufbauend auf dem Erfolg seines Sportflugzeugs Sopwith Tabloid entwickelte sich Sopwith zum wichtigsten Lieferanten der britischen Streitkräfte für Jagdflugzeuge im Ersten Weltkrieg. Das bekannteste war die Sopwith Camel. Für seinen persönlichen Einsatz erhielt er 1918 den Orden Commander of the Order of the British Empire (CBE).
Nach der Produktion von über 16.000 Flugzeugen wurde die Firma Sopwith 1920 liquidiert. Kurz darauf gründeten Harry Hawker, Thomas Sopwith, Fred Sigrist und Bill Eyre zu gleichen Teilen die H.G. Hawker Engineering, die spätere Hawker Aircraft Ltd.
1953 wurde er zum Knight Bachelor geschlagen. Nachdem Hawker-Siddeley verstaatlicht wurde, blieb Sopwith bis in die 1980er Jahre Berater des Unternehmens. Sopwith starb wenige Tage nach seinem 101. Geburtstag. Sein Grab befindet sich auf dem Kirchhof der All Saints Church in Hampshire.

## Yachten
1927 beauftragte Sopwith bei Camper and Nicholsons die Luxusyacht Vita. Sie wurde 1929 an John Shelley-Rolls verkauft und in Alastor umbenannt. Es wurde im Zweiten Weltkrieg durch die Royal Navy beschlagnahmt und in Strangford Lough eingesetzt. 1946 sank sie bei Ringhaddy nach einem Feuer.
1934 und 1937 nahm Sopwith mit seinen Yachten Endeavour und Endeavour II am America’s Cup teil. Beide Yachten stammten von Charles E. Nicholson. Mit seinem äußerst umstrittenen zweiten Platz aus dem Jahre 1934 wurde er zu einer Cup-Legende und 1995 in die America’s Cup Hall of Fame aufgenommen.
Im Jahr 1937 erhielt er die Philante, ebenfalls bei Camper and Nicholsons erbaut. Sie wurde im Zweiten Weltkrieg durch die Royal Navy als Eskortenschiff HMS Philante eingesetzt. Nach dem Krieg wurde sie an Norwegen verkauft, wo sie als Norge eine der letzten royalen Yachten in Europa ist.